# Chiesa di Santa Chiara (Roma)
La chiesa di Santa Chiara è un luogo di culto cattolico di Roma, nel rione Pigna, situato sulla piazza omonima. È dedicato a santa Chiara d'Assisi.

## Storia

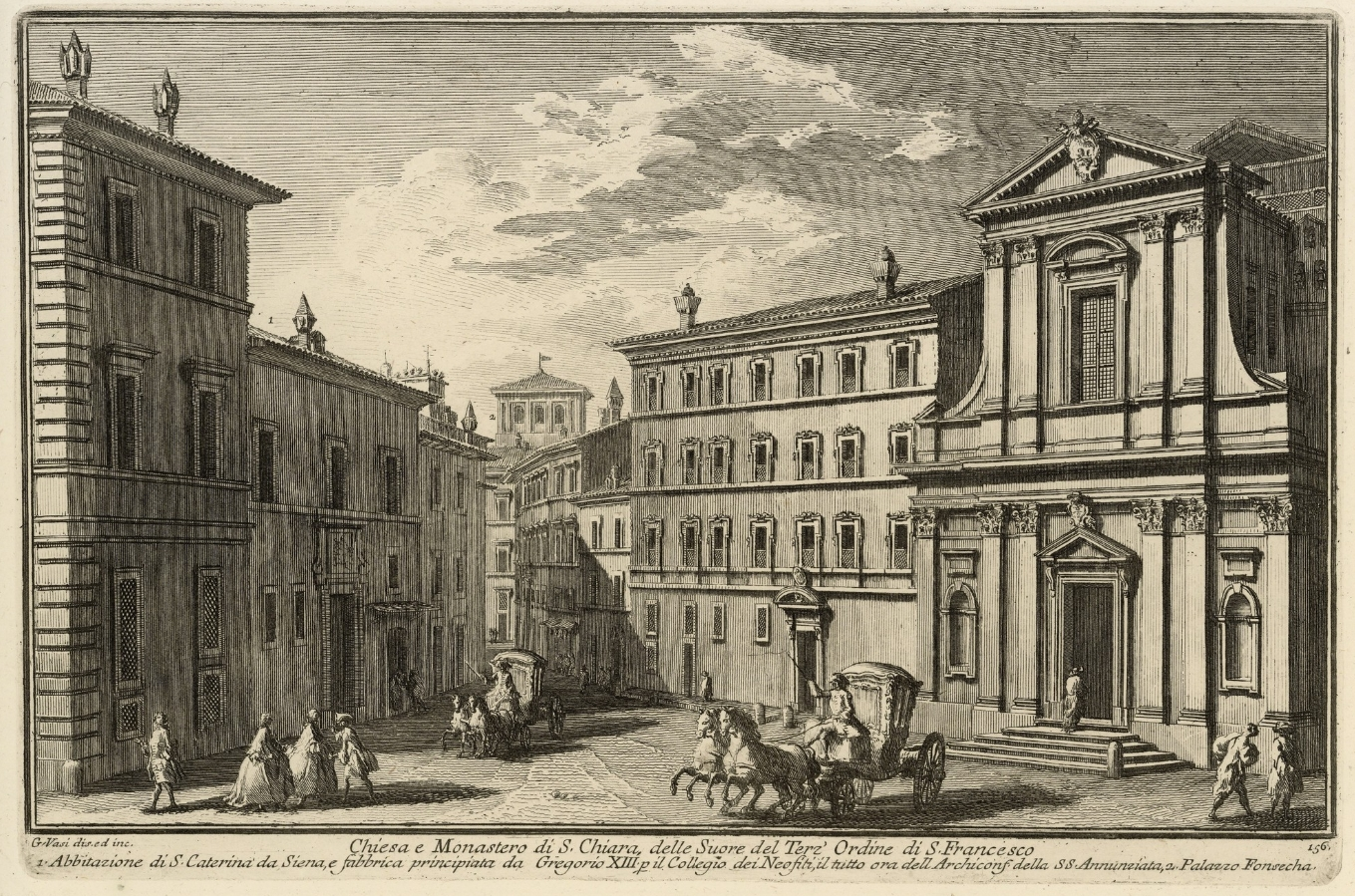
La facciata della chiesa barocca in un'incisione di Giuseppe Vasi del 1758

Fu edificata su disegno di Francesco da Volterra nel 1563 per ordine di Pio IV, ed in onore di San Pio I, e ad essa fu annesso un monastero, asilo di donne convertite. Queste vi rimasero fino al 1628, anno in cui furono trasferite in un altro monastero presso la via della Lungara e sostituite da religiose clarisse, che dedicarono la chiesa alla loro santa fondatrice. Nel 1814 anche queste monache vennero traslocate e la chiesa affidata alla confraternita di San Gregorio Taumaturgo.
Dopo il crollo del tetto a metà dell'Ottocento, la chiesa fu abbandonata. In seguito chiesa e monastero divennero sede del Seminario Francese di Roma, che ricostruì la chiesa tra il 1883 e il 1890: in quell'occasione la facciata fu rifatta da Luca Carimini.

## Descrizione
Il portale d'ingresso è incorniciato da una coppia di colonne che sorreggono un timpano semicircolare con una lunetta decorata che ritrae una santa dentro una mandorla circondata dagli angeli. Ai lati si aprono due nicchie con dei timpani triangolari, sopra i quali si trovano delle finestre rotonde. 
Nella parte superiore della facciata si trovano sette finestre sovrastate dai busti di sette santi, che sono: Bernardo di Chiaravalle, Dionigi di Parigi, Ilario di Poitiers, Carlo Borromeo, Martino di Tours, Francesco di Sales e Vincenzo de' Paoli. Sotto le finestre c'è un'iscrizione in latino: DEO OPTIMO MAXIMO IN HONOREM IMMACVLATI CORDIS MARIAE ET CLARAE VIRGINIS ("A Dio, il più buono, il più grande, in onore del Cuore Immacolato di Maria e della vergine Chiara"). Il timpano triangolare che si trova in cima alla facciata è decorato da un rilievo che ritrae la Madonna delle Vittorie attorniata dal venerabile Francesco Libermann e dall'abate de Gesnettes, opera dello scultore Domenico Bartolini.
All'interno, la chiesa possiede un'unica navata. Nei primi anni 2000, l'allora gesuita sloveno Marko Ivan Rupnik, un mosaicista, realizzò nel presbiterio dei mosaici che ritraggono l'Annunciazione, la crocifissione di Gesù, il Cristo Pantocratore e la Pentecoste.